# Victor Hugo (giocatore di football americano)
Victor Hugo detto "Mega" (18 marzo 1988) è un giocatore di football americano brasiliano, che gioca come wide receiver per i Flamengo Imperadores.

## Palmarès
- 1 Sulamericano (2023)
- 1 Torneio Guerrero de Los Andes/Copa América de Futebol Americano (Corinthians Steamrollers, 2014; Belo Horizonte Get Eagles, 2016)
- 2 Brasil Bowl (Sada Cruzeiro/Galo Futebol Americano, 2017, 2018)
- 1 Campeonato Paulista de Futebol Americano (Corinthians Steamrollers, 2014)
- 1 Liga Nacional (Belo Horizonte Get Eagles, 2016)